# 하타모토 도키오
하타모토 도키오(일본어: 畑本 時央, 1992년 8월 18일 ~ )는 일본의 전 축구 선수이다.

## 구단 경력
그는 2011년부터 2018년까지 J리그의 아비스파 후쿠오카, 츠바이겐 가나자와, 그루자 모리오카에서 활동하였다.